# Sadao Yamanaka
Sadao Yamanaka (山中 貞雄, Yamanaka Sadao, 7 de noviembre de 1909 – 17 de septiembre de 1938) fue un guionista y director de cine japonés que dirigió 26 películas entre 1932 y 1938, aunque solo se conservan tres de ellas. Contemporáneo de Yasujiro Ozu, Kengi Mizoguchi y Mikio Naruse e impulsor del Jidaigeki, o género histórico, del que fue maestro en los años 30. Su película más conocida es Humanidad y globos de papel (1937).
Falleció en Manchuria mientras servía en la guerra sino-japonesa de disentería. Es tío del también director japonés Tai Kato, que escribió además un libro sobre Yamanaka: Eiga kantoku Yamanaka Sadao.

## Carrera
Yamanaka inició su carrera como guionista y asistente de dirección en la compañía Makino.
En 1932 pasó a trabajar para la productora Kanjuro, una de tantas creadas en este periodo alrededor de las estrellas del jidaigeki, en este caso el actor Kanjuro Arashi. En ella dirigió sus primeros films, todos ellos jidaigeki mudos. Llegó a hacer seis películas en su primer año en esta compañía. La crítica pronto vio en él un valor en alza y se ganó la reputación de hacer películas de época distintas, en las que más que los clichés aristocráticos y los combates a espada importaba mostrar la humanidad del hombre común en todos sus matices.
Posteriormente pasó por varias compañías, destacando su trabajo para la productora Nikkatsu. Trabajó en dos ocasiones con la compañía teatral Zhenshin-za, en las películas Machi no Irezumi-mono, (1935) y en su última película y obra maestra, por la que es recordado: Humanidad y globos de papel (1937)
El estreno de Humanidad y globos de papel coincidió con la marcha de Yamanaka a la guerra sino-japonesa, en la que moriría en un hospital de campaña a causa de la disentería. Pocos días antes había coincidido en el frente con el gran director Yasujiro Ozu, amigo y compañero a pesar de trabajar para productoras distintas.

## Estilo e influencias
Desde sus comienzos Yamanaka se esforzó por difuminar las líneas divisorias entre los géneros cinematográficos, muy marcadas además en la industria japonesa de la época, para centrarse en las vivencias e inquietudes de la gente corriente, más allá del papel genérico que ocupen sus personajes. Algunos críticos y estudiosos como Donald Richie y Tadao Sato han encontrado en sus films conservados el germen de algunas de las ideas y recursos luego explotados por los maestros del cine japonés que empezaban sus carreras junto a él en aquellos años: Akira Kusorawa, Kenji Mizoguchi, Yasujiro Ozu y Seijun Suzuki.
Se le considera uno de los más representativos directores del llamado "jidaigeki nihilista". Es esta una variación del género de época que se enfoca más en la construcción de unos personajes con motivaciones propias y en presentar al héroe o protagonista más que como a un superhombre como a un ser complejo y agobiado por dudas existenciales y dilemas morales. Yamanaka lleva este estilo tan peculiar hasta un grado de máxima depuración, logrando un humanismo de gran altura por el que es conocida su obra. De hecho el director Kazuo Kuroki dijo una vez sobre él: «Cada una de sus películas retrataba maravillosamente la pureza humana y la castidad con una mirada tierna y delicada. Me parecía increíble que un hombre en la veintena pudiese alcanzar tal perfección».

## Filmografía conservada
- Sazen Tange and the Pot Worth a Million Ryo (1935) - también conocida como Tange Sazen Yowa: Hyakuman Ryo ningún Tsubo  (丹下左膳余話  百万両の壺)
- Kōchiyama SōRehuye (1936) (河内山宗俊)
- Humanidad y globos de papel (1937) - también conocida como Ninjo Kamifusen (人情紙風船)